# Sydhavsøerne (Danmark)
 For alternative betydninger, se Sydhavsøerne. (Se også artikler, som begynder med Sydhavsøerne)
Sydhavsøerne er en samlet betegnelse for øerne Lolland, Falster og Møn samt de omkringliggende småøer, bl.a. Fejø, Femø, Askø og Bogø.
Navnet er humoristisk. Ordet Sydhavsøerne, betegner egentlig øer i Stillehavet. Sydhavet er et gammelt ord for Stillehavet.
Navnet bruges bl.a. i områdets lokalradio, Radio Sydhavsøerne, der drives af Lolland-Falsters Folketidende.

## Området
Øerne har et mildt klima, der gør dem velegnede til frugtdyrkning. Dette fejres hvert år med Sydhavsøernes Frugtfestival.

## Øer
Udover hovedøerne Lolland, Falster og Møn inkluderer øhavet følgende:

### Smålandsfarvandet nord for Lolland
I Smålandsfarvandet nord for Lolland:
- Askø
- Fejø
- Femø
- Havneø
- Lilleø
- Lindholm
- Rågø
- Rågø Kalv
- Skalø
- Suderø
- Vejrø
- Vigsø
- Dybsø
- Enø
- Glænø

### Guldborg Sund
I Guldborg Sund mellem Lolland og Falster:
- Barholme
- Flatø (3,2 ha)
- Hjelm Ø
- Kalvø
- Kejlsø
- Lilleø

### Storstrømmen
I Storstrømmen mellem Sjælland og Falster:
- Farø
- Masnedø
- Bogø

### Ulvsund og Stege Bugt
I Ulvsund mellem Sjælland og Møn:
- Langø
- Lindholm
- Tærø
- Nyord

### Nakskov Fjord
I Nakskov Fjord ud for Nakskov:
- Enehøje (93 ha)
- Vejlø (37 ha)
- Slotø (20 ha)
- Barneholm ( 8,5 ha)
- Dueholm
- Munkeholm
- Kåreholm
- Rommerholm